# 다비트 가리뱐
다비트 레본 가리뱐(아르메니아어: Դավիթ Լեոն Ղարիբյան, 1990년 5월 29일~) 혹은 데이비드 가리비얀은 아르메니아의 배우, 모델이다. 2007년에 카차뚜르 아버브얀의 #2학교를 졸업했다. 바로 그다음에 예레반 주립 건축 대학교에 입학했다. 예레반 주립 건축 대학교에서 엔지니어로 공부했다. 2010년에는 재정과 신용의 전문가로 경제학원을 졸업했다. 그리고 발표자와 쇼의 아나운서로 예레반 주립 음악 극장을 졸업했다. 2011년에는 이벤트 계획의 프로듀서로 예레반 주립 교육대학교에서 석사를 하기 시작했다.
2013년 5월에 대학교 졸업후에 대량 행사 연출 석사학위를 받았다. 논문의 주제가 《대량 연극 축제에서 국립 의상》 이었다.

## 활동
가리뱐이 TV쇼들과 아르메니아에서 몇몇 유명한 영화와 뮤직비디오에서 나왔다. 또한 여러 가지 자선 콘서트를 발표했다.특히 아르너 바바자냔의콘서트장과 하꺼브 빠러냔의 극장의 무대 위에서 콘서트들을 발표했다.

### 모델
2009년12월에 소피아에서 《세계XXII최고의 모델》 대회-축제에서 참여했다. 2011년에 《세계 최고의 남성과 여성 모델》 과 《코스타 블랑카 패샨 위크》라는 스페인의 유명한 디자이너들의 패션쇼에서 아르메니아 대표하는 모델로 참가했다. 데이비드가 독립 국가 연합나라들에서 축제의 코이네이터이다. 2013년 9월 3일부터 국립과학이카데미의 예술대학에서 《미술, 응용미술교육학과 디자인학과》에서 신청자로 간주된다.
가리뱐은 현재 아르메니아 알레크산드르 스펜디아리얀의 오페라와 발레 극장에서 배우로 일하고 있다.

## 텔레비전
| 텔레비전      | TV 시리즈                   | 날짜   | 상태              |
| ------------- | --------------------------- | ------ | ----------------- |
| 아르메니아 TV | 《그것은 하드 인생입니다.》 | 2012년 | 예레반 아르메니아 |
| 공공 TV       | 《장군의 딸.》              | 2013년 | 예레반 아르메니아 |

## 모델 콘테스트 - 축제
| 이름                            | 날짜   | 상태     |
| ------------------------------- | ------ | -------- |
| Best Model of the Wolrd         | 2009년 | 불가리아 |
| International Best Model World  | 2011년 | 스페인   |
| Mister Fashion Beauty Universal | 2014년 | 포르투갈 |

## 연극[11]
| 오페라          | 역할       | 날짜          | 상태              |
| --------------- | ---------- | ------------- | ----------------- |
| 아르삭 II       | 대사       | 2013년 2014년 | 예레반 아르메니아 |
| 아이다          | 보디 가드  | 2014          | 예레반 아르메니아 |
| 알레고          | 집시       | 2014년        | 예레반 아르메니아 |
| 아누스          | 성직자     | 2014년        | 예레반 아르메니아 |
| 로미오와 줄리엣 | 가드       | 2014년        | 예레반 아르메니아 |
| 로미오와 줄리엣 | 웨이터     | 2014년        | 예레반 아르메니아 |
| 스발닥          | 스파르타의 | 2014년        | 예레반 아르메니아 |
| 일 트로바토레   | 보디 가드  | 2014년        | 예레반 아르메니아 |
| 카르멘          | 투우사     | 2015          | 예레반 아르메니아 |